# Släps landskommun
Släps landskommun  var en tidigare kommun i Hallands län.

## Administrativ historik
När 1862 års kommunalförordningar trädde i kraft inrättades i Sverige cirka 2 500 kommuner. Huvuddelen av dessa var landskommuner (baserade på den äldre sockenindelningen), vartill kom 89 städer och åtta köpingar. Då inrättades i  Släps socken i Fjäre härad i Halland denna kommun. 
Vid kommunreformen 1952 uppgick denna  landskommun i Särö landskommun som senare 1971 uppgick i Kungsbacka kommun.

## Politik

### Mandatfördelning i Släps landskommun 1938-1946
| 7 | 13 |

| 19 |

| 7 | 13 |

| 19 |

| 5 | 8 | 7 |

| 19 |